# Авратинський заказник
Авра́тинський зака́зник — гідрологічний заказник місцевого значення в Україні. Розташований у межах Волочиського району Хмельницької області, біля села Збручівка.
Площа 36 га. Статус надано 1982 року. Перебуває у віданні Авратинської сільської ради.
Статус надано з метою збереження водно-болотного комплексу в заплаві річки Збруч. Більшість території заказника (бл. 22 га) займають колишні торф'яні кар'єри. Тут зростає очерет та інша болотна рослинність. Територія виконує роль регулятора водного режиму Збруча.